# Irena Mlinarič Raščan
Irena Mlinarič-Raščan, univerzitetna profesorica, mentorica in znanstvenica na Fakulteti za farmacijo Univerze v Ljubljani, *14. december 1964, Murska Sobota.
Kandidatka za rektorico za mandatno obdobje 2025-2029.

## Biografski podatki
Irena Mlinarič-Raščan je leta 1990 diplomirala na Fakulteti za farmacijo Univerze v Ljubljani. Magistrski študij je zaključila leta 1994 na Medicinski fakulteti Univerze v Ljubljani, kjer je leta 1996 tudi doktorirala. Podoktorski staž je 3 leta opravljala na Univerzi v Torontu, kjer je delala tudi na Institutu bolnišnice Mount Sinai, in 4 leta na Univerzi v Tokiu, na Institutu za medicinske znanosti. Bila je tudi gostujoča profesorica na univerzah na Dunaju, v Bernu in v Mariboru.
Od leta 2002 je zaposlena na Fakulteti za farmacijo Univerze v Ljubljani, kjer je bila v letih od 2012 do 2017 prodekanja za znanstvenoraziskovalno dejavnost ter med letoma 2017 in 2023 dekanja te fakultete. 
Je mednarodno uveljavljena strokovnjakinja, nacionalna direktorica v evropskem konzorciju raziskovalnih infrastruktur EATRIS  in predsednica nacionalne komisije za UNESCO.

## Pedagoško in raziskovalno delo
Pedagoško deluje na enovitem magistrskem študijskem programu Farmacija, univerzitetnem in magistrskem študijskem programu Laboratorijska biomedicina ter na interdisciplinarnem doktorskem študijskem programu Biomedicina.
Raziskovalno pokriva področja farmakogenetike , imunologije in molekularne farmakologije. Razvijala je strategiji direktnega in indirektnega farmakogenomskega pristopa in se usmerila v proučevanje apoptozne celične smrti v imunskih celicah, s ciljem identificirati molekularne tarče, ki bi služile kot prva stopnja v sodobnem procesu raziskav novih zdravil. Njeno delo na področju farmakogenetike je doprineslo k napredku individualizacije terapije pri pacientih z akutno limfoblastno levkemijo.
Je mentorica več kot petnajstim uspešnim doktorjem znanosti, ki so uveljavljeni strokovnjaki na uglednih institucijah, kot so univerze v Kaliforniji, Singapurju, Ljubljani in Berlinu ter v farmacevtski industriji. Je tudi mentorica več kot 50 magistrantkam in magistrantom. V zadnjem obdobju je pobudnica novega interdisciplinarnega študijskega programa Biofarmacevtsko inženirstvo. 
Je avtorica in soavtorica več kot 80 originalnih znanstvenih člankov v revijah s faktorjem vpliva, dveh patentov in učbenikov ter številnih strokovnih člankov in povzetkov na znanstvenih konferencah. Njeno znanstveno delo je povzeto v več kot 2000 citatih.

## Raziskovalni projekti
Prof. dr. Irena Mlinarič-Raščan je pridobila in izvedla številne raziskovalne projekte v domačih in mednarodnih konzorcijih ter mrežah. Med drugim je vodila nacionalni infrastrukturni program EATRIS NRRI/ESFRI na področju translacijskih raziskav, EATRIS-Plus H2020 projekt  na področju personalizirane terapije, Erasmus+ ADVANCE izobraževalni projekt na temo razvoja, izdelave in uporabe naprednih zdravil ter RI-SI EATRIS infrastrukturni projekt Evropskega sklada za regionalni razvoj.
Sovodila je HORIZON-RIA REMEDI4ALL projekt, ki je namenjen iskanju novih indikacij za zdravila na področjih onkologije, zdravljenja redkih bolezni in izbruhov infekcijskih bolezni ter številne druge projekte. Pri doseganju raziskovalnih ciljev sodeluje z raziskovalci iz UKC Ljubljana in medicinskih fakultet v Ljubljani, Bernu, Tel Avivu in Tartuju, partnerskih fakultet za farmacijo na Dunaju, v Bratislavi, v Uppsali in drugje.

## Aktivnosti v strokovnih združenjih in organizacijah
Irena Mlinarič-Raščan je že od začetka študija aktivna v Slovenskem farmacevtskem društvu. Od leta 2021 je tudi predsednica Slovenske nacionalne komisije za UNESCO. V tej vlogi sodeluje pri oblikovanju nacionalnih prizadevanj in politik na področjih izobraževanja, kulture in znanosti ter skrbi za razvoj in promocijo nacionalnih vrednot, povezovanje z mednarodnim okoljem ter spodbujanje trajnostnega razvoja.